# ایروین فریدویچ
ایروین فریدویچ (انگلیسی: Irwin Fridovich؛ زادهٔ ۲ اوت ۱۹۲۹) دانشمند در زمینه زیست‌شیمی اهل ایالات متحده آمریکا است.
وی همچنین برندهٔ جوایزی همچون مدال الیوت کرسون شده‌است.